# California Proposition 8
A Proposition 8 (informális nevén Prop 8) egy kaliforniai népszavazási javaslat és egy állami alkotmánymódosítás, melyet 2008 novemberében fogadtak el. A javaslatot az azonos neműek házasodását ellenzők hozták létre a kaliforniai Legfelsőbb Bíróság 2008-as fellebbezését megelőzendő, az „In re” házassági ügy, ami a rövid életű 2004-es azonos neműek házasodása körüli vitát követte, úgy határozott, hogy a korábbi azonos neműek házasodását tiltó határozat (22-es javaslat, 2000) alkotmányellenes. A Proposition 8-t a szövetségi bíróság végül alkotmányellenesnek nyilvánította 2010-ben, a döntés 2013. június 26-ig nem lépett életbe különböző irányból érkező fellebbezések okán.
Proposition 8 felülbírálta a 2008-as rendeletet, azzal, hogy ugyanazt a rendelkezést adta hozzá a kaliforniai alkotmányhoz, mint a Proposition 22, mely szerint „csak férfi és nő között jöhet létre érvényes házasság Kaliforniában”, ezzel kiszorítva a 2008-as rendeletet.
A következő megerősítésre akkor került sor, amikor két, azonos nemű pár pert indított az Egyesült Államok Észak-Kaliforniai Bírósága előtt Perry v. Schwarzenegger esetében (később Hollingsworth v. Perry). 2010 augusztusában Vaughn főbíró kimondta, hogy a módosítás ellenkezik a tizennegyedik alkotmány kiegészítés „tisztességes eljárás és egyenlő védelem” záradékaival, mivel nincs racionális alapja, hogy egy helytelenített osztály miatt eltöröljék azt. Az intézkedést több mint 50 oldalon elemezték, mely 80 ténymegállapítást tartalmazott. Az állami kormányzat is támogatta ezt a döntést, és nem volt hajlandó megvédeni a törvényt. A kezdeményezés hívei azonban a döntés felfüggesztését kérvényezték. 2012 február 7-én a Fellebbviteli Kerületi Bíróság ugyanerre a következtetésre jutott, bár szűkebb alapon. A bíróság kimondta, hogy alkotmányellenes Kalifornia állam számára az azonos neműek házasságának engedélyezése. Az ügy végül fellebbezés útján az Egyesült Államok Legfelsőbb Bíróságához került.
2013. június 16-án az Egyesült Államok Legfelsőbb Bírósága kiadta határozatát Hollingsworth v. Perry ügyében. Kimondta, hogy a Proposition 8 kezdeményezés támogatói nem rendelkeznek olyan jogokkal, mely alapján megvédhetnék a Kerületi bíróságtól kapott jogukat. 2013 június 28-án Jerry Brown kormányzó, a Kerületi Bíróság döntésének felfüggesztése után, kimondta, hogy az azonos neműek továbbra is házasodhatnak az államban.